# Stagno Interrato di Settimo Rottaro
Stagno Interrato di Settimo Rottaro este o arie protejată (arie specială de conservare — SAC, sit de importanță comunitară — SCI) din Italia întinsă pe o suprafață de 22 ha, integral pe uscat.

## Localizare
Centrul sitului Stagno Interrato di Settimo Rottaro este situat la coordonatele 45°24′04″N 7°58′37″E / 45.401°N 7.977°E.

## Înființare
Situl Stagno Interrato di Settimo Rottaro a fost declarat sit de importanță comunitară în septembrie 1995 pentru a proteja 1 specie de animale. Situl a fost protejat și ca arie specială de conservare în februarie 2017.

## Biodiversitate
Situată în ecoregiunea continentală, aria protejată conține 3 habitate naturale: Păduri de stejar sau de stejar și carpen sub-atlantice și medio-europene de Carpinion betuli, Cursuri de apă de la nivel de câmpie la nivel montan, cu vegetație Ranunculion fluitantis și Callitricho-Batrachion, Păduri aluvionare cu Alnus glutinosa și Fraxinus excelsior (Alno-Padion, Alnion incanae, Salicion albae).
La baza desemnării sitului se află o specie protejată de  amfibieni: Rana latastei
Pe lângă speciile protejate, pe teritoriul sitului au mai fost identificate 4 specii de amfibieni.